# Hatta (Banda-Inseln)
Hatta (früher Rozengain genannt) ist eine der zu Indonesien gehörenden Banda-Inseln, die ihrerseits zu den Molukken zählen, und liegt in der Bandasee. Die Insel ist nach dem indonesischen Freiheitskämpfer und späterem Ministerpräsidenten Mohammad Hatta benannt, den die niederländische Kolonialverwaltung von 1936 bis 1942 auf die Banda-Inseln verbannt hatte.

## Geographie
15 km im Westen liegt Banda Neira, 4 km südöstlich befindet sich eine kleine, ungefähr 800 m lange, namenlose Insel. Hatta misst in Nord-Süd-Richtung ungefähr 3 km und ist 1,5 km breit. Die größten Siedlungen sind Kampung Lama (Altes Dorf) und Kampung Baru (Neues Dorf).

## Geschichte
Auf der Insel wird Muskatnuss angebaut, der Handel damit brachte den Einwohnern großen Reichtum. Bis ins frühe 17. Jahrhundert wurden die Banda-Inseln von Einheimischen regiert, den Orang Kaya (das bedeutet: "reiche Männer"). Die Portugiesen dominierten als erste Europäer ab dem 16. Jahrhundert den Gewürzhandel. Anfang des 17. Jahrhunderts wurden sie von den Holländern abgelöst, die die Insel Rozengain nannten.
1621 eroberte der neuernannte Generalgouverneur der Niederländischen Ostindien-Kompanie (VOC), Jan Pieterszoon Coen, die gesamten Banda-Inseln und beendete damit auch die Herrschaft der Orang Kaya. Die Bevölkerung wurde getötet und versklavt, viele Bandanesen flohen auf andere Inseln.
Für die Arbeit auf den Muskat-Plantagen wurden Sklaven aus verschiedenen Ländern auf Hatta gebracht.